# روهیت کهندلوال
روهیت کهندلوال (انگلیسی: Rohit Khandelwal؛ زادهٔ ۱۹ اوت ۱۹۸۹) مانکن و بازیگر اهل هند است. او برنده آقای دنیا ۲۰۱۶ است و اولین آسیایی برنده این مسابقه است.